# Pedro III của Bồ Đào Nha
Dom Pedro III (tiếng Bồ Đào Nha: Pedro III,phát âm [ˈpeðɾu tɨɾˈsɐjɾu]; 5 tháng 7 năm 1717 – 25 tháng 5 năm 1786) biệt danh Người xây dựng, là Vua của Bồ Đào Nha từ ngày 24 tháng 2 năm 1777 cho đến khi qua đời năm 1786 với tư cách người đồng cai trị với vợ mình là Maria I.